# Elezioni parlamentari in Montenegro del 2006
Le elezioni parlamentari in Montenegro del 2006 si tennero il 10 settembre; si trattò delle prime elezioni dopo l'indipendenza del Paese.
Le consultazioni videro la vittoria della Coalizione per un Montenegro Europeo, comprendente il Partito Democratico dei Socialisti del Montenegro (DPS) e il Partito Socialdemocratico del Montenegro (SDP); Milo Đukanović fu così confermato come primo ministro del Montenegro.

## Contesto
I temi delle elezioni messi in luce dai principali schieramenti sono stati l'integrazione del paese, da poco indipendente, con l'Europa e i rapporti con l'ex paese dominante, la Serbia.
Il blocco dell'opposizione filo-serba, presentatosi diviso in due schieramenti, uno di tendenze nazionaliste più radicali e uno moderato dominato dal Partito Popolare Socialista del Montenegro è complessivamente arretrato, ottenendo in tutto 23 seggi (12 per i nazionalisti radicali e 11 per gli anti-indipendentisti moderati).
Da parte dello schieramento emergente dell'opposizione Movimento per i Cambiamenti, anch'esso a favore dell'Unione Europea, sono stati invece messi in luce i problemi della corruzione, della crescita dell'economia e dell'influenza dei gruppi d'interesse, che fino ad ora erano stati messi in secondo piano dal tema dell'indipendenza. Questo nuovo movimento ha ottenuto 11 seggi.
Accertata la vittoria, il primo ministro ha dichiarato che:
Le elezioni parlamentari in Montenegro si sono tenute in linea con le raccomandazioni dell'OSCE e con gli standard democratici del Consiglio d'Europa. Comunque sono rimaste alcune questioni da sistemare secondo le conclusioni della Missione degli Osservatori Elettorali Internazionale, composta da 200 osservatori provenienti da 41 paesi.
Su 484.430 Montenegrini aventi diritto di voto, alle elezioni parlamentari ha votato il 71,4%.

## Risultati
| Liste                                                                | Voti    | %     | Seggi |
| -------------------------------------------------------------------- | ------- | ----- | ----- |
| Coalizione per un Montenegro Europeo (DPS - SDP - HGI)               | 164 737 | 48,62 | 41    |
| Lista Serba (SNS - SRS - NSS - DSJ)                                  | 49 730  | 14,68 | 12    |
| SNP - NS - DSS                                                       | 47 683  | 14,07 | 11    |
| Movimento per i Cambiamenti                                          | 44 483  | 13,13 | 11    |
| Pronti per il futuro (LP - BS)                                       | 12 748  | 3,76  | 3     |
| Lega Democratica del Montenegro - Partito della Prosperità Economica | 4 373   | 1,29  | 1     |
| Unione Democratica degli Albanesi                                    | 3 693   | 1,09  | –     |
| Lista Civica                                                         | 2 906   | 0,86  | –     |
| Alternativa Albanese                                                 | 2 656   | 0,78  | 1     |
| Comunisti del Montenegro                                             | 2 343   | 0,69  | –     |
| Nuova Forza Democratica                                              | 2 197   | 0,65  | –     |
| Partito Democratico del Montenegro                                   | 1 284   | 0,38  | –     |
| Totale                                                               | 338 835 | 100   | 80    |

- Il totale coerente con la sommatoria è 338.833 voti; alcuni riepiloghi indicano 1.286 voti per il Partito Democratico del Montenegro.